# Machsor Vitry
Der Machsor Vitry (auch Machzor Vitry) ist ein nach 1000 entstandener, von Samuel David Luzzatto entdeckter, berühmter Machsor, also ein Kompendium der Liturgie und des Ritus jüdischer Gottesdienste an besonderen Feiertagen, zusammengestellt angeblich von einem Simcha b. Samuel aus Vitry in Frankreich (Champagne).
Das Werk enthält eine Sammlung der Pijjutim und Gebete zu den einzelnen Festen, verbunden mit den einschlägigen, vor allem das jeweilige Fest betreffenden Halachot, aber auch darüber hinaus Sabbatgebote, Vorschriften zur Eheschließung, Halachot für den Schochet usw.

## Ausgaben
- S. Hurwitz, Berlin 1889–1893 (Erstausgabe).
- K. Kahan (Hrsg.): Seder tannaim we-amoraim. Frankfurt am Main 1935 (kritische Ausgabe des Grundtextes).
- Machzor Vitry, Jerusalem 1963.